# 마양로동자구
마양로동자구(馬養勞動者區)는 함경북도 무산군동쪽에 위치한 원목산지이다.

## 역사
광복 전에는 부령군 서상면에 속해 있었다. 지명은 마유산과 남양골의 한 글자씩 따서 지었다.

## 지리
99.6%가 산지이다. 곤봉산(1,926m), 고성산(1,754m), 대련골산(1,549m) 등이 있다. 전체면적의 90% 이상이 산림을 이룬다.

## 산업
원목자원이 풍부하다. 매년 수만m3의 원목을 생산한다.

## 같이 보기
- 마양저수지
- 마양 사향노루
- 마양 송어
- 마양 흰족제비